# گراساو
گراساو (به آلمانی: Grassau, Bavaria) یک شهر در آلمان است که در بایرن واقع شده‌است.

## خصوصیات
گراساو ۳۵٫۷۶ کیلومترمربع مساحت دارد ۵۳۸ متر بالاتر از سطح دریا واقع شده‌است.